# Троицкое (Приморский край)
Тро́ицкое — село в Ханкайском районе Приморского края России. Входит в состав муниципального образования Ильинское сельское поселение.

## География
Село расположено на берегу озера Ханка.

## История
Первые переселенцы приехали из Воронежской и Астраханской губерний. В 1866 году в селе насчитывалось 20 дворов и 120 жителей, а спустя 23 года здесь уже насчитывалось 48 дворов, проживало 329 душ. Жители села занимались хлебопашеством, рыбной ловлей, кузнечным и плотничьим делом. В селе было 2 лавки и хлебный магазин, церковь и церковно-приходская школа.
В 1929 году здесь были организованы артели «Красный якорь», «Красный партизан», «Волна Ханки». В 1932 году 2 артели были объединены в колхоз «Трудовой пахарь». А в 1935 году прибыли военные строители 75-й танковой бригады и начали строительство военного городка. На базе колхоза в 1947 году был образован колхоз им. Апанасенко, а в 1960 году — на его основе образовано 4-е отделение Астраханского совхоза, в 1972 году — 24-й военный совхоз.
В годы Великой Отечественной войны более 200 человек ушло на фронт, и примерно четверть из них не вернулись. В память о них стоит памятник в центре села..

## Население
| 1869 | 1889 | 1900 | 1912 | 1915  | 2002  | 2005  |
| ---- | ---- | ---- | ---- | ----- | ----- | ----- |
| 120  | ↗329 | ↗709 | ↗969 | ↗1148 | ↗1414 | ↘1302 |
| 2010 |      |      |      |       |       |       |
| ↘990 |      |      |      |       |       |       |

Население села преимущественно русское.

## Люди, связанные с селом
- Курилов, Владимир Иванович — российский юрист, политик, ректор ДВГУ с 1990 по 2010 годы.
- Шевцов, Георгий Егорович — депутат Государственной думы РФ (2003-2011), председатель Законодательного Собрания Вологодской области с 2011 года.